# Tamboerijngewelf

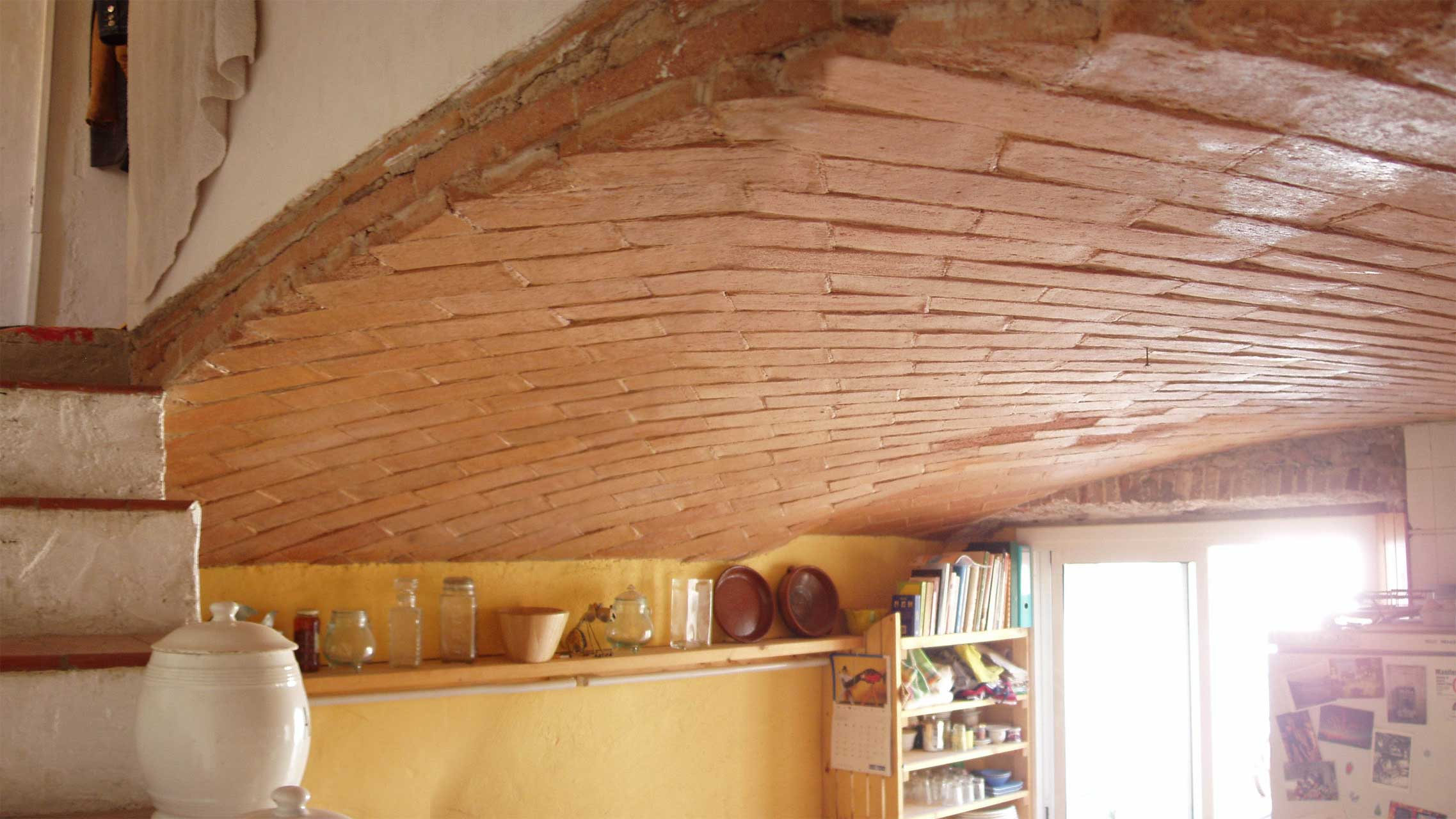
Een traditioneel tamboerijngewelf in een huis in Barcelona.

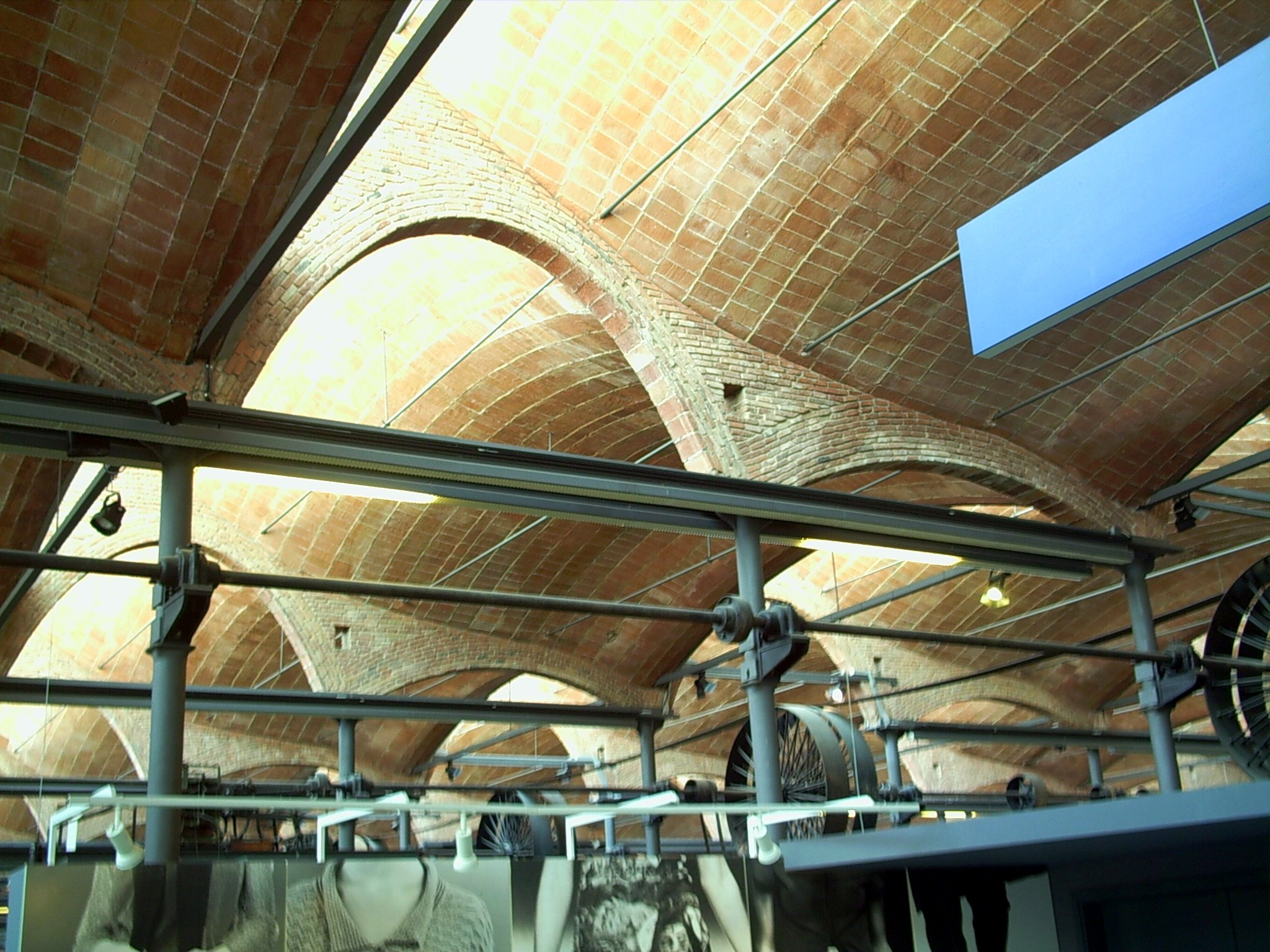
Gewelf in de voormalige fabriek Vapor Aymerich door de architect Lluís Muncunill i Parellada, nu Catalaans Museum voor Wetenschap en Techniek

Een tamboerijngewelf is een type gewelf dat wordt gekenmerkt door normaal gebouwd zonder formeel, met lichte bakstenen en snel pleistermortel, waarbij de stenen aan hun randen worden gelijmd, volgens een vooraf bepaalde kromming totdat een licht, zelfdragend, koepelvormig oppervlak is verkregen.
De naam van een tamboerijngewelf is te wijten aan het feit dat zowel het uiterlijk, de materialen waaruit het is opgebouwd als het constructieproces vergelijkbaar zijn met die van bakstenen scheidingswanden. In Catalonië en andere regio's worden er ook andere lokale namen aan toegeschreven, hoewel deze technisch niet passend zijn.

## Geschiedenis
De oorsprong van het tamboerijngewelven is te vinden in de Spaans-Arabische architectuur, daarbij verwijzend naar de oudste voorbeelden in Sevilla, Murcia (Siyasa) en de Valenciaanse Gemeenschap.
Het oudste gedocumenteerde tamboerijngewelf, uit het midden van de 13e eeuw, bevindt zich in de zauiya van Aznalcóllar.
Tijdens de veertiende en vijftiende eeuw verspreidde de techniek zich van Valencia naar Aragon en Catalonië. In de 17e eeuw schreef Lorenzo de San Nicolás de eerste verhandeling over de bouw van tamboerijngewelven, en een eeuw later verspreidde Domingo de Petrés deze gewelven in het onderkoninkrijk Nieuw-Granada, het huidige Colombia.
De graaf van Espie en Blondel droeg bij aan de verspreiding ervan in Frankrijk onder de naam voûtes plâtes.
Handleidingen zoals die van Manuel Fornés y Gurrea werden in de 19e eeuw gepubliceerd en Rafael Guastavino exporteerde de techniek naar Noord-Amerika.  Later was het een techniek die veel werd gebruikt door Catalaans modernisme architecten, vooral door Antoni Gaudí, Cèsar Martinell en Lluís Muncunill. Door de populariteit van gewapend beton en de geleidelijke stijging van de arbeidskosten die nodig waren om ze te bouwen, waren ze echter niet langer economisch concurrerend en in de 20e eeuw werd het gebruik van tamboerijngewelven geleidelijk afgeschaft, hoewel architecten zoals Luis Moya, onder andere Eladio Dieste of Le Corbusier bleven ze gebruiken.
In het begin van de 21e eeuw werd de techniek opnieuw ontdekt. Deze heeft een aantal ecologische voordelen die lange tijd vergeten waren door de concurrentie van gewapend beton, dat minder arbeidsintensief is. Doordat het gewelf na de eerste dagen zelfdragend is en veel lichter is, zijn er veel minder stutten nodig. Een ander voordeel is dat er veel minder bouwmateriaal nodig is. Norman Foster ontwierp bijvoorbeeld een drone-luchthaven voor Rwanda met toepassing van tamboerijngewelven. Het ontwerp werd in 2016 voorgesteld op de Biënnale van Venetië.

## Constructie
Zoals bij elk type gewelf, hangt de structurele weerstand af van de geometrie. Met de scheidingstechniek is het mogelijk om te bouwen van eenvoudige oppervlakken zoals tongewelven, boheemse kap, kruisgewelven en koepels, zoals die van Guastavino, tot complexere geregeerde en omwentelingsoppervlakken of die die kunnen worden versterkt, zoals die die , bijvoorbeeld, Gaudí en Dieste deden dat. Bovendien kunnen ze zowel uit een enkele laag baksteen als, vaker, uit meerdere worden gemaakt.
In ieder geval is het bouwproces altijd identiek: na het markeren van de richtlijnen en generatoren van het te bouwen oppervlak op de dragende muren en, volgens deze referenties, zonder bekisting, worden opeenvolgende rijen lichte bakstenen van zeer geringe dikte gemaakt , die aan de randen zijn gelijmd totdat het oppervlak in het geometrische midden van het te bedekken gebied wordt gesloten. In de eerste laag is het essentieel om gips als bindmiddel te gebruiken, omdat het snel uithardt, maar in latere lagen worden altijd mortels gebruikt die beter bestand zijn tegen stress en vocht, zoals mortel of cement, het plaatsen van de bakstenen van zodat de voegen van elke laag een andere hoek hebben ten opzichte van de voegen van de aangrenzende lagen om een sterkere set te bereiken.